# Retevirgula tubulata
Retevirgula tubulata är en mossdjursart som först beskrevs av Roxanne Irene Hastings 1930.  Retevirgula tubulata ingår i släktet Retevirgula och familjen Calloporidae.
Artens utbredningsområde är Mexikanska golfen. Inga underarter finns listade i Catalogue of Life.